# 拉科維策群島
拉科維策群島（英語：Racovitza Islands），是南極洲的群島，位於葛拉漢地西岸的丹科海岸，處於南森島以北，以比利時探險隊的動物學家命名，現時由南極條約體系管理。